# آدام ماویش
آدام ماویش (لهستانی: Adam Małysz؛ زادهٔ ۳ دسامبر ۱۹۷۷) اسکی‌باز پرش و راننده رالی اهل لهستان است.
از افتخارات وی میتوان به کسب مدال سه مدال نقره و یک مدال برنز در بازی‌های المپیک زمستانی اشاره کرد.